# Encyclia yauaperyensis
Encyclia yauaperyensis là một loài thực vật có hoa trong họ Lan. Loài này được (Barb.Rodr.) Porto & Brade mô tả khoa học đầu tiên năm 1935.